# HMS Daring (H16)
HMS Daring (H16) là một tàu khu trục lớp D được Hải quân Hoàng gia Anh Quốc chế tạo vào đầu những năm 1930. Thoạt tiên được phân về Hạm đội Địa Trung Hải, nó được điều sang Trạm Trung Quốc vào đầu năm 1935, và dưới quyền chỉ huy của Louis Mountbatten một thời gian ngắn trước Chiến tranh Thế giới thứ hai. Daring làm nhiệm vụ hộ tống vận tải tại Hồng Hải trong tháng 10-tháng 11 năm 1939 rồi quay trở về Anh vào tháng 1 năm 1940 lần đầu tiên sau 5 năm. Đang khi hộ tống một đoàn tàu vận tải từ Na Uy, Daring bị tàu ngầm Đức U-23 phóng ngư lôi đánh chìm vào ngày 18 tháng 2 năm 1940.

## Thiết kế và chế tạo
Daring có trọng lượng choán nước tiêu chuẩn 1.375 tấn Anh (1.397 t), và lên đến 1.890 tấn Anh (1.920 t) khi đầy tải. Nó có chiều dài chung 329 foot (100,3 m), mạn thuyền rộng 33 foot (10,1 m) và mớn nước 12 foot 6 inch (3,8 m). Con tàu được cung cấp động lực bởi hai turbine hơi nước hộp số Parsons, dẫn động hai trục chân vịt, tạo ra công suất 36.000 mã lực càng (27.000 kW) cho phép đạt tốc độ tối đa 36 hải lý trên giờ (67 km/h; 41 mph). Hơi nước cho turbine được cung cấp bởi ba nồi hơi ống nước Admiralty hoạt động ở áp suất 310 psi (2.137 kPa). Daring mang theo tối đa 473 tấn Anh (481 t) dầu đốt cho phép nó có tầm xa hoạt động 5.870 hải lý (10.870 km; 6.760 mi) ở tốc độ đường trường 15 hải lý trên giờ (28 km/h; 17 mph). Thành phần thủy thủ đoàn bao gồm 145 sĩ quan và thủy thủ.
Chiếc tàu khu trục được trang bị bốn khẩu pháo QF 4,7 in (120 mm) Mk IX trên các tháp pháo đơn, được đặt tên 'A', 'B', 'X' và 'Y' tuần tự từ trước ra sau. Cho mục đích phòng không, Daring có một khẩu QF 12-pounder Mk V bố trí giữa hai ống khói và hai pháo QF 2-pounder 40 milimét (1,6 in) Mk II đặt ở hai bên cánh cầu tàu. Nó còn được trang bị hai bệ ống phóng ngư lôi bốn nòng trên mặt nước dùng cho ngư lôi 21 in (530 mm). Một đường ray và hai máy phóng được dùng để thả mìn sâu, thoạt tiên mang theo 20 quả mìn, nhưng được tăng lên 35 quả không lâu sau khi chiến tranh bắt đầu.
Daring được đặt hàng vào ngày 2 tháng 2 năm 1931 tại xưởng tàu của hãng John I Thornycroft ở Woolston, Southampton trong Kế hoạch Chế tạo 1930. Nó được đặt lườn vào ngày 18 tháng 6 năm 1931, hạ thủy vào ngày 7 tháng 4 năm 1932, và hoàn tất vào ngày 25 tháng 11 năm 1932 với chi phí tổng cộng 225.536 Bảng Anh, không kể đến những thiết bị do Bộ Hải quân Anh cung cấp như vũ khí, đạn dược và thiết bị vô tuyến.

## Lịch sử hoạt động
Daring thoạt tiên được phân về Chi hạm đội Khu trục 1 trực thuộc Hạm đội Địa Trung Hải, và được bố trí một thời gian ngắn đến vịnh Ba Tư và Hồng Hải vào tháng 9–tháng 10 năm 1933. Bá tước Louis Mountbatten, vị Thủy sư Đô đốc tương lai cũng sẽ là Thứ trưởng Hải quân Anh, tiếp nhận quyền chỉ huy con tàu vào ngày 29 tháng 4 năm 1934, và Daring trải qua một đợt tái trang bị tại Xưởng tàu Sheerness từ 3 tháng 9 đến 24 tháng 10 nhằm chuẩn bị cho nó đi phục vụ tại Trạm Trung Quốc.
Vào tháng 12 năm 1934, nó khởi hành để gia nhập Chi hạm đội Khu trục 8 tại Viễn Đông, và đã phục vụ tại đây cho đến khi chiến tranh nổ ra. Sau khi đi đến Singapore, Lord Mountbatten được chuyển sang chỉ huy chiếc HMS Wishart, và Trung tá Hải quân Geoffrey Barnard tiếp nhận quyền chỉ huy con tàu.
Nó cùng các tàu chị em Duncan, Diana và Dainty được điều sang Hạm đội Địa Trung Hải không lâu trước khi Chiến tranh Thế giới thứ hai nổ ra vào tháng 9 năm 1939. Daring được giữ lại ở khu vực Hồng Hải cho nhiệm vụ tuần tra và hộ tống cho đến tháng 11 năm 1939. Nó được đại tu tại Malta từ ngày 25 tháng 11 đến ngày 20 tháng 12, rồi hộ tống cho chiếc tàu biển chở hành khách SS Dunnottar Castle của hãng tàu Union-Castle Line đi đến Belfast vào đầu năm 1940. Daring được sửa chữa tại cho đến ngày 25 tháng 1 trước khi gia nhập Chi hạm đội Khu trục 3 tại Scapa Flow vào ngày 10 tháng 2 năm 1940 để làm nhiệm vụ hộ tống. Đang khi hộ tống Đoàn tàu vận tải HN12 từ Na Uy vào ngày 18 tháng 2, ở tọa độ 58°39′B 01°40′T / 58,65°B 1,667°T, nó trúng phải ngư lôi phóng từ tàu ngầm Đức U-23 dưới quyền chỉ huy của Otto Kretschmer. Daring lật úp và chìm nhanh chóng sau khi đuôi tàu nổ tung, khiến 157 thành viên thủy thủ đoàn thiệt mạng. Chỉ có năm người sống sót được cứu vớt bởi tàu ngầm HMS Thistle, vốn đã chứng kiến cuộc tấn công.